# Legs
«Legs» (с англ. — «Ножки») — девятнадцатый сингл американской блюз-рок-группы ZZ Top, четвёртый сингл альбома Eliminator. Достиг большого успеха в чартах по всему миру, наряду со следующим синглом «Sleeping Bag» добрался до наивысшей в творчестве группы позиции #8 Billboard Hot 100. Журналом Rolling Stone сингл поставлен на 63-е место в списке лучших синглов 1984 года. Входит в десятку ключевых для группы песен по мнению коллектива обозревателей Rolling Stone.

## О песне
Сингл записывался в 1983 году в ходе работы над альбомом Eliminator. Песня «с добротной мелодией, выделяющимся хуком, и кое-какими блюзовыми проходами» является высшей точкой с точки зрения уклона группы в коммерчески привлекательную музыку, и представляет собой типичный поп-рок, «озорной электронный поп-блюз-метал». На ней выдержан наиболее равномерный ритм (в отличие от блюзового ритма), в ней больше, чем на других песнях альбома, использовались синтезаторы, и над финальной записью долго работал звукорежиссер группы Терри Мэннинг, пропуская запись через различные фильтры в попытках добиться нужного звука. Как и на почти всех песнях альбома, Билли Гиббонс использовал гитару Dean ML.
Песня как ни странно (тем более учитывая видеоклип), навеяна совсем не сексом. По словам Гиббонса, они (или в других источниках он один) ехали в Лос-Анджелесе на студию в очень дождливый день, и увидели девушку, которая уворачивалась от дождевых капель. «Первое, на что я обратил внимание — это на её ножки, а второе — на копну волос, как у Брук Шилдс». Как подобает настоящему южанину, Гиббонс быстро развернулся, чтоб посадить её в машину, но девушка куда-то исчезла. «Она не собиралась промокать. У неё ножки дай бог, и она умеет ими пользоваться» (почти точная первая фраза песни).
На песню был выпущен видеоклип, активно ротировавшийся на MTV и выигравший в 1984 году премию MTV в номинации «Лучшее видео рок-группы».
Кавер-версии песни записали Nickelback, Трейси Эдкинс, Кид Рок и под названием «LegZZ» Тина Тёрнер.
«Legs» утвердила ZZ Top в статусе бренда и какой-то разновидности ушной инфекции, которая распространилась повсеместно, от MTV до радио, от рекламы на ТV до саундтреков. Это было потрясающим преобразованием для группы, превратив их из кондового антиквариата в глянцевых сияющих хитмейкеров. Хоть и с бородами. Оглянитесь, никто не носил бороду в 1983. Это был серьёзный шаг на новый уровень. Вирусная в течение десятилетия, «Legs» с тех пор дозрела и стала вечным летним хитом, тёплое и доброе воспоминание о безрассудной юности, растраченной на кожаные мини-юбки, крутые тачки и гитары, которые звучат как писклявые синтезаторы.     
Оригинальный текст (англ.)Legs established ZZ Top as a brand and like some sort of ear-born infection, it spread everywhere, from MTV to the radio to TV commercials and soundtracks. It was a startling reinvention for the band, transforming them from burly antiques to sleek, shiny new hitmakers. With beards, even. Look around man, nobody had beards in 1983. This was some seriously next-level stuff. Ubiquitous throughout the decade, Legs has since mellowed into a timeless summer hit, a warm and welcome reminder of reckless youth squandered on leather miniskirts, cool cars, and guitars that sound like squealing synthesizers. 

## Сторона «Б»
Сингл был выпущен в нескольких вариантах. На обычном 7” сингле вторую сторону занимала песня «Bad Girl». 12” макси-сингл содержал танцевальную версию песни и песню «La Grange» на стороне «Б». Была выпущена также версия макси-сингла с метал-версией песни «Legs», а сторону «Б» занимали песни «A Fool for Your Stockings» и «Bad Girl».

## Участники записи
- Билли Гиббонс — гитара, вокал
- Дасти Хилл — бас-гитара
- Фрэнк Бирд — ударные, перкуссия

Технический состав
- Билл Хэм — продюсер
- Терри Мэннинг — звукооператор

## Чарты
| Чарт (1984–1985)                   | Позиция |
| ---------------------------------- | ------- |
| Австралия (Kent Music Report)      | 6       |
| Бельгия/Фландрия (Ultratop 50)     | 27      |
| Канада (RPM Top Singles)           | 9       |
| Ирландия (IRMA)                    | 9       |
| Нидерланды (Dutch Top 40)          | 35      |
| Нидерланды (Single Top 100)        | 19      |
| Новая Зеландия (Recorded Music NZ) | 7       |
| Великобритания (OCC UK Singles)    | 16      |
| США Billboard Hot 100              | 8       |
| США Billboard Hot Dance Club Play  | 13      |
| США Cash Box                       | 11      |

| Чарт (1984)                   | Позиция |
| ----------------------------- | ------- |
| Австралия (Kent Music Report) | 42      |
| Канада (RPM Top Singles)      | 74      |
| США Billboard Hot 100         | 60      |
| США Cash Box                  | 72      |